# Anguillospora
Anguillospora is een geslacht van schimmels in de familie Amniculicolaceae. De typesoort is Anguillospora longissima. Deze soort is later verplaatst naar het geslacht Amniculicola als Amniculicola longissima.

## Soorten
Volgens Index Fungorum telt het elf soorten (peildatum april 2023):
| Soortnaam                      | Auteur(s)            | Publicatiejaar |
| ------------------------------ | -------------------- | -------------- |
| Anguillospora crassa           | Ingold               | 1958           |
| Anguillospora curvula          | S.H. Iqbal           | 1972           |
| Anguillospora filiformis       | Greath.              | 1961           |
| Anguillospora furtiva          | J. Webster & Descals | 1999           |
| Anguillospora gigantea         | Ranzoni              | 1953           |
| Anguillospora mediocris        | Gönczöl & Marvanová  | 2002           |
| Anguillospora pseudolongissima | Ranzoni              | 1953           |
| Anguillospora pulchella        | Wolfe                | 1976           |
| Anguillospora rubescens        | Gulis & Marvanová    | 1999           |
| Anguillospora virginiana       | Wolfe                | 1976           |